# Farol da Ponta da Agulha
Der Farol da Ponta da Agulha ist ein Leuchtturm, der sich im Madeira-Archipel an der Südspitze der Ilhas Desertas auf der Insel Bugio befindet.

## Lage und Beschreibung
Bugio ist die südlichste der drei unbewohnten Inseln der Ilhas Desertas. Der Leuchtturm liegt an der Südspitze der Insel und ist – wie die gesamte Insel – für die Öffentlichkeit nicht zugänglich. Der Leuchtturm befindet sich in einer Höhe von 64 Metern. Er besteht aus einer Fiberglas-Konstruktion, die acht Meter hoch und rot-weiß-gestreift gestrichen ist.
Das Leuchtfeuer ist unter der internationalen Nummer D-2722 registriert und befindet sich in einer Höhe von 72 Metern. Die Kennung besteht aus einem weißen Blitz im 4-Sekunden-Intervall. Die Tragweite beträgt rund 13 Seemeilen (ca. 21 Kilometer).

## Geschichte

Bugio im Süden der Ilhas Desertas

Bereits 1903 wurde das Fehlen eines Leuchtturms auf den Ilhas Desertas bemängelt, doch erst 1948 wurde dies in den Planungen berücksichtigt. Aufgrund der logistischen Schwierigkeiten, einen Leuchtturm auf der unbewohnten Insel zu errichten, wurde erst 1960 mit dem Bau begonnen.
Den Transport der Baumaterialien führte der Leuchtturmtender Almirante Schultz durch, der Ponta da Agulha am 27. Oktober 1960 erreichte. Entgegen der ursprünglichen Untersuchungen erwies sich der Baugrund als unsicher, doch wurde mit den Arbeiten begonnen. Missverständnisse führten zur Abreise eines Teils der Arbeitskräfte und so konnte der Bau erst im Folgejahr fortgesetzt werden. Am 1. Dezember 1961 nahm der Leuchtturm den Betrieb auf.
Dieser erste Leuchtturm war ein 14 Meter hohes sechseckiges Gebäude, auf dessen Galerie sich das Leuchtfeuer befand. Das Leuchtfeuer befand sich in einer Höhe von 72 Metern, hatte eine Brennweite von 300 Millimetern und wurde mit Acetylen betrieben. Die Kennung bestand aus einem einzelnen weißen Blitz alle fünf Sekunden, das Licht hatte eine Reichweite von zehn Meilen (ca. 16 Kilometer). 1986 wurde der Betrieb auf Solarenergie umgestellt, die Reichweite betrug anschließend 13 Meilen (ca. 21 Kilometer).
In den 1990er Jahren verschlechterte sich der Zustand des Gebäudes so sehr, dass es ersetzt werden musste. Die Mannschaft des Leuchtturmtenders Schultz Xavier errichtete im Sommer 2003 den heutigen, acht Meter hohen Leuchtturm aus Fiberglas, der am 22. Juli 2003 den Betrieb aufnahm. Der alte Leuchtturm wurde noch am gleichen Tag gesprengt. Die technischen Daten des heutigen Leuchtturms blieben weitgehend unverändert: Er wird ebenfalls über Solarpaneele mit Energie versorgt, hat eine Brennweite von 300 Millimetern und eine Reichweite von 13 Meilen (ca. 21 Kilometer). Die Kennung besteht seitdem aus einem einzigen weißen Blitz alle vier Sekunden.